# Pleopeltis minarum
Pleopeltis minarum là một loài thực vật có mạch trong họ Polypodiaceae. Loài này được (Weath.) Salino mô tả khoa học đầu tiên năm 2009.